# Okręg Saint-Claude
Okręg Saint-Claude (fr. Arrondissement de Saint-Claude) – okręg we wschodniej Francji. Populacja wynosi 52 100.

## Podział administracyjny
W skład okręgu wchodzą następujące kantony:
- Bouchoux,
- Moirans-en-Montagne,
- Morez,
- Saint-Claude,
- Saint-Laurent-en-Grandvaux.